# Adipocire
Als Adipocire (Femininum, von gleichbed. französisch adipocire, aus lateinisch adeps, adipis ‚Fett‘ und lateinisch cera ‚Wachs‘), über das Englische auch Adipocere, deutsch Leichenlipid (auch Leichenwachs, Fettwachs) wird ein Stoffgemisch bezeichnet, das 4 bis 6 Wochen nach Eintritt des Todes bei Leichen auftreten kann, die in nasser oder sehr feuchter Umgebung liegen. Es entsteht durch Veränderung vor allem des Unterhautfettgewebes. Durch Verseifung (Saponifikation) des Körperfetts (Neutralfette) entstehen freie Fettsäuren, die Alkalisalze der Fettsäuren und Glycerin.
Zur Entstehung von Leichenlipid ist Luftabschluss notwendig, sodass Adipocire hauptsächlich bei Wasserleichen auftritt, aber auch bei Leichen (Wachsleiche), die in sehr feuchten Gräbern liegen. Die umgangssprachlichen Bezeichnungen Fett- oder Leichenwachs sind falsch, da nur wenig Fett und überhaupt kein Wachs enthalten ist, sondern es sich um ein Gemisch aus höheren Fettsäuren, Alkalisalzen der Fettsäuren und etwas Glycerin handelt.
Im Gegensatz zur gewollten Mumifikation, aber auch zur spontanen Mumifikation durch Austrocknungen oder Konservierung im Moor (siehe auch Moorleiche) tritt die natürliche Leichenkonservierung durch die, von Adipocire gebildete, wachsähnliche Schutzschicht spontan und ohne Einfluss durch den Menschen auf.
Sind diese Erhaltungsbedingungen für organisches Material erfüllt, zeigen Wachsleichen selbst nach Jahrzehnten kaum Verfallserscheinungen, selbst individuelle Gesichtszüge bleiben erhalten.

## Entstehung und Auftreten
Die Entstehung von Adipocire beruht auf einer Art von Fetthärtung, die darauf zurückzuführen ist, dass Bakterien die langkettigen Fettsäuren, die bei der Zersetzung (Hydrolyse) des Speicherfetts in großer Menge anfallen, bei Sauerstoffmangel nur begrenzt oxidativ abbauen können (Kettenverkürzung um lediglich 2 C-Atome). Anschließend ist nur die enzymatische Hydrierung ungesättigter Fettsäuren unter Energiegewinn möglich. So entsteht z. B. aus der ungesättigten Ölsäure (FP 17 °C) die gesättigte Palmitinsäure, die einen viel höheren Schmelzpunkt (FP ~ 60 °C) besitzt. Die relativ harten, ungesättigten Fettsäuren bilden im Unterhautgewebe eine Art luft- und wasserundurchlässige Schutzschicht von wachs- bis mörtelartiger Konsistenz, welche die Verwesung der Leiche stark verlangsamt oder gar unterbindet. Auf diese Weise hat man aus Gräbern, die wasserundurchlässige Lehmschichten führen, nach 30 bis 35 Jahren Körper entfernt, die fast vollständig erhalten waren. Selbst die Organe sind häufig noch erhalten. Adipocire kann über Jahrhunderte beständig sein.
Nach einer Erdbestattung wäre von einer Leiche unter normalen Bodenbedingungen nach zehn Jahren nur noch das Skelett übrig. Durch die Bildung von Adipocire schreitet jedoch in der Beisetzungsstätte weder der Zersetzungsprozess noch die Verwesung voran. Im Bestattungswesen gilt es als Störung der Totenruhe, wenn eine noch vorhandene Leiche durch Friedhofsmitarbeiter ausgegraben oder umgebettet wird, z. B. weil die Grabstätte nach Ablauf der Ruhefrist neu belegt werden sollte, aber eine konservierte Leiche enthält. Dennoch haben mindestens 25 Prozent von 1.000 befragten Friedhöfen Probleme mit unvollständig oder kaum verwesten Leichen, die durch Adipocire erhalten geblieben sind.
Neben dem Fehlen von Sauerstoff verhindert auch eine tiefe Bodentemperatur die Zersetzung von körpereigenen Fettsäuren in nicht abbaubare, gesättigte Hydroxy- oder Oxifettsäuren. Stattdessen werden die Weichteile der Leiche zu einer grauweißen, pastösen Masse. Nach frühestens drei bis sechs Monaten beginnt die Verhärtung zu einer beständigen, organischen Substanz. Die Bildung von Adipocire tritt dabei möglicherweise nicht einheitlich auf. Noch wird erforscht, ob es – trotz der hohen Beständigkeit der freien Fettsäuren gegenüber Bakterien – möglich ist, den Prozess wieder in einen aktiven Verwesungsvorgang umzuwandeln.
Thomas Browne (1605–1682), einem englischen Philosophen, wird die erste Erwähnung von Adipocire im Jahre 1658 zugeschrieben: 

„In einem wassergetränkten Leichnam, der zehn Jahre in einem Kirchhof begraben lag, trafen wir auf eine Ablagerung von Fett, wo der Salpeter des Bodens sowie das Salz und die laugige Flüssigkeit des Leichnams große Stücke Körperfett zur Konsistenz von Seife der härtesten Sorte gerinnen lassen haben: wovon ein Teil bei uns verbleibt.“

## Erforschung
In Kooperation mit der Deutschen Bundesstiftung Umwelt und der Nordelbischen Kirche werden die chemischen und physikalischen Gegebenheiten sowie die bodenkundlichen Voraussetzungen ermittelt, die eine Verwesung verhindern. Es geht sowohl darum, dass die Leichname sich im Grab selbst zersetzen, um eine Totenruhe zu ermöglichen, als auch um den finanzielle Belastung für die Angehörigen, da die Wiederbelegung einer Grabstätte, in der eine Wachsleiche liegt, auch nach Ablauf der regulären Ruhefrist, nicht möglich ist.
Bodenkundliche Analysen haben ergeben, dass die Bestattung der Särge in einer Sandschicht maßgeblich zur besseren Durchlüftung beiträgt, sowie die Gefahr von sich stauender Nässe verringert.